# Bagno (Podlodówek)
Bagno – część wsi Podlodówek w Polsce położona w województwie lubelskim, w powiecie lubartowskim, w gminie Michów.
Nie posiada sołtysa, należy do sołectwa Podlodówek.
W latach 1975–1998 miejscowość administracyjnie należała do województwa lubelskiego.